# José María de Teresa Nogueras
José María de Teresa Nogueras (Zaragoza, España, 1970) es un científico y divulgador español.

## Trayectoria profesional
Ha publicado más de 200 trabajos de investigación en el campo de la física y de la ciencia de materiales. Realizó su tesis doctoral en la Universidad de Zaragoza y posteriormente llevó a cabo estancias de investigación en Dresde y París. Desde 2010 es profesor de investigación en el Consejo Superior de Investigaciones Científicas y trabaja en el Instituto de Nanociencia y Materiales de Aragón, donde dirige el grupo NANOMIDAS (Nanofabricación y Microscopías Avanzadas).

### Representación institucional
Es coordinador de la red española de Nanolitografía y presidente de la división de Física de la Materia Condensada de la Sociedad Europea de Física.

## Obra

### Principales contribuciones científicas
Sus trabajos más citados versan sobre la existencia de polarones magnéticos en perovsquitas magnetorresistivas, sobre el papel de la interfase en uniones túnel magnéticas y sobre la conversión entre espín y carga usando acoplamiento Rashba en interfases de materiales no magnéticos. Ha editado el libro Nanofabrication: nanolithography techniques and their applications, publicado por Institute of Physics (Bristol, Reino Unido) en diciembre de 2020.

### Artículos, vídeos y podcasts de divulgación científica
Ha publicado en la revista Investigación y Ciencia un artículo divulgativo sobre polarones magnéticos y otro sobre uniones túnel magnéticas, y en el periódico Heraldo de Aragón ha explicado el origen de la carencia de microchips y cómo fotografiar las lunas de Júpiter con una cámara de fotos convencional.
Ha publicado en la revista ConCiencias un artículo sobre neurotecnología que ha obtenido una Mención de Honor en el concurso Ciencia en Acción 2023, otro sobre Darwin y la biometría en Heraldo de Aragón y ha realizado un vídeo divulgativo sobre los implantes cocleares que ha sido finalista en el concurso Ciencia en Acción 2023.
Ha creado un canal de podcasts de entrevistas a científicos que se llama ConCienciaAndo y que está accesible en varias plataformas.

### Obra literaria
En 2021 publicó la novela de ficción titulada 2037. Paraíso neuronal, que gira en torno al mundo de las neurotecnologías.

## Premios y distinciones
- En 1997 obtuvo el Premio a Jóvenes Investigadores de la Real Sociedad Española de Física.[25]
- En 2004 obtuvo el Premio Aragón Investiga del Gobierno de Aragón en la modalidad de investigador joven.[26]
- En 2021 fue distinguido por la Sociedad Americana de Física por «contribuciones clave al entendimiento de las propiedades magnéticas y de transporte de óxidos ferromagnéticos y de nanomateriales crecidos mediante deposición inducida por haces de electrones e iones».[27][28]
- En 2023 fue distinguido por la Sociedad Europea de Física.[29]